# Corydoras elegans
Corydoras elegans is een straalvinnige uit het geslacht Corydoras. De soort werd wetenschappelijk beschreven door Franz Steindachner in 1876.
C. elegans komt voor in de Amazone in Brazilië, Colombia en Peru. De soort leeft in een tropisch klimaat tussen de 22 en 26°C. De maximumlengte bedraagt 5,1 cm.
Voedsel bestaat vooral uit plantenresten, wormen, bentische kreeftachtigen en insecten.
Eieren worden gelegd tussen plantenbladeren, maar worden niet bewaakt door de ouders. 